# 化客头街道
化客头街道，是中华人民共和国山西省太原市万柏林区下辖的一个乡镇级行政单位。2021年4月，撤销王封乡、化客头街道，合并设立王化街道。

## 行政区划
化客头街道下辖以下地区：
化客头社区、大虎沟社区、玉门社区、化客头村、新道村、大卧龙村、北头村、赛庄村、大窳村、白道村、宋家山村和西沟村。